# Oithona alvarezi
Oithona alvarezi is een eenoogkreeftjessoort uit de familie van de Oithonidae. De wetenschappelijke naam van de soort is voor het eerst geldig gepubliceerd in 1955 door Lindberg.